# Кантор
Кантор – в ранните етапи от развитието на западноевропейската църковна практика така се наричат певците, които участват в католическото богослужение. В протестантските църкви след 16 век канторите ръководят музиката в църквите, обучават децата в музикалните школи и обикновено имат задължението да пишат нови творби за всеки голям църковен или градски празник. Нерядко канторите са начело и на целия музикален живот в съответния град. Най-известният кантор в музикалната история е Йохан Себастиан Бах.